# Hammeria cedarbergensis
Hammeria cedarbergensis är en isörtsväxtart som beskrevs av Klak. Hammeria cedarbergensis ingår i släktet Hammeria och familjen isörtsväxter. Inga underarter finns listade i Catalogue of Life.